# Africa Corps
Ne doit pas être confondu avec Afrikakorps.

Écusson de l'Africa Corps russe.

L'Africa Corps est une organisation paramilitaire russe qui assure en Afrique la défense des intérêts extérieurs de la Russie. Successeur du groupe Wagner, il est plus étroitement contrôlé par l'État russe. Il est aussi connu sous le nom de Corps expéditionnaire russe (CER).
Le nom « Africa Corps » apparaît publiquement le 20 novembre 2023 sur Telegram, dans un post du blogueur militaire Deux Majors, proche du ministère russe de la Défense. C'est une reprise explicite du nom du corps expéditionnaire de l'Allemagne nazie en Afrique du Nord.
Le nouveau groupe, constitué d'anciens combattants de Wagner (y compris d'anciens commandants du groupe) et de nouvelles recrues, semble étroitement contrôlé par le vice-ministre russe de la Défense Iounous-bek Evkourov et le général du GRU Andreï Averianov.

## Activités
La formation coopère avec d'autres structures gouvernementales telles que le Corps expéditionnaire volontaires d'assaut (Redut) « Bears Brigade (en) ». L'Africa Corps opère au moyen d'un mélange de mercenaires et de volontaires, et les estimations de sa taille varient,.
En comparaison au Groupe Wagner, l'Africa Corps joue un rôle moindre et plus intégré, et se concentre sur la fourniture de matériel militaire et la coopération anti-terroriste avec les gouvernements locaux alliés avec la Russie dans des pays tels que la Libye, le Mali, le Burkina Faso, le Niger et la République Centre-Africaine. Le gouvernement russe vise à utiliser cette entité pour développer son influence, en remplissant le vide sécuritaire laissé par le retrait des puissances occidentales, la France en particulier, dans la région de Sahel. La Russie cherche aussi à prendre le contrôle sur les ressources stratégiques telles que l'uranium, notamment au Niger, et à peser sur les routes migratoires à des fins géopolitiques,,,.
En décembre 2023, des paramilitaires russes de l'Africa Corps s'installent au Burkina Faso, dans la base militaire de Loumbila, au nord-est de Ouagadougou.
Début 2024, il consolide sa présence en Libye, au Soudan, en République centrafricaine, au Mali et au Niger.
Le Corps a aussi été déployé en 2024 pour combattre pour la Russie lors de l'invasion de l'Ukraine pendant l'offensive de Kharhiv.
En décembre 2024, le ministère russe de la défense déploie au Mali 1 000 hommes de l'Africa Corps, alors que 1 500 hommes du Groupe Wagner commandés par Ruslan Zlobine sont déjà sur place. Les Wagnériens sont déployés principalement au nord du pays, tandis que l'Africa Corps se concentre à Bamako et dans le centre.
Le 6 juin 2025, le Groupe Wagner annonce son retrait du Mali. L'Africa Corps devient alors la seule force russe présente dans le pays. Plusieurs chefs de Wagner passent cependant dans les rangs de l'Africa Corps avec une partie de leurs hommes, notamment Andreï Ivanov, dit « Kep », Ruslan Zaprudsky, dit « Rusich » et Alexander Kuznetsov, dit « Ratibor ».
Le 13 juin 2025, l'Africa Corps subit une première défaite à Anoumalane, entre Aguel'hoc et Anéfis, face aux rebelles du Front de libération de l'Azawad qui revendiquent la mort de plusieurs dizaines de soldats russo-maliens,.
Le 14 juin 2025, un bombardier Soukhoï Su-24M de l’Africa Corps présent depuis avril 2025 s'écrase dans une rivière près de Gao au Mali.

## Sanctions
En novembre 2024, le Royaume-Uni sanctionne l'Africa Corps, ainsi que le Bataillon Espanola et la Brigade Bears (en), accusés d’avoir « commis des violations généralisées des droits humains sur tout le continent » et « d’exploiter les ressources naturelles de ces pays pour leur profit » dans le but d’étendre la sphère d’influence du Kremlin, selon le Secrétaire d'État aux Affaires Étrangères David Lammy. L'objectif est de contrer les activités illégales russes, d'entraver la déstabilisation des pays africains et d'interrompre l'approvisionnement de l'effort de guerre russe en Ukraine. Trois sociétés privés liées au Wagner Group sont aussi visées : Marko Mining, The Officer’s Union for International Visit (Communauté des Officiers pour la Sécurité Internationale), et la radio centrafricaine Lengo Sengo, ainsi que onze individus associés à des mandataires russes, qui ont « menacé la paix et la sécurité en Libye, au Mali et en République centrafricaine ».